# پائو و برادرش
پائو و برادرش (کاتالونیایی: Pau i el seu germà) یک فیلم در ژانر کمدی-درام است که در سال ۲۰۰۱ منتشر شد. از بازیگران آن می‌توان به داوید سلباس و ناتالی بوتفو اشاره کرد.
این فیلم در جشنواره فیلم کن ۲۰۰۱ به نمایش درآمد.